# David Sudarsky
David Sudarsky est un astrophysicien américain de l'Université de l'Arizona. Il est principalement connu pour avoir produit un système de classification des planètes géantes gazeuses encore utilisé aujourd'hui et appelé en son honneur classification de Sudarsky.

## Biographie
Il passe un bachelor en physique et en mathématiques de l'université hébraïque de Jérusalem, avant d'obtenir un doctorat en physique de l'Université de Purdue, en 1989.

## Travaux
Sudarsky propose avec son équipe dès 2000 puis développe en 2003 sa classification des planètes géantes gazeuses, en s'appuyant sur leur température d'équilibre. En prenant en compte de nombreux paramètres, comme l'irradiance reçu en fonction de leurs orbites et de leurs étoiles ou encore les espèces chimiques la composant, cette classification permet de répartir les étoiles en 5 catégories.